# ベルン旧市街
ベルン旧市街（ベルンきゅうしがい）は、スイスの首都ベルンにある旧市街。
ベルンには中世ヨーロッパ都市の姿を今に伝える美しい町並みが残っている。それらの町並みは、1983年にユネスコの世界遺産に登録された。

## 歴史
ベルンの町は、ツェーリンゲン家のベルヒトルト5世によって1191年に創設された。町は三方を自然の防壁となるアーレ川に囲まれた丘の上に建てられ、残る一方には城壁、堀、ツィットグロッゲ(時計塔)などが築かれた。その後も都市区画は、非常に明瞭な都市化の意図に沿って開発されていった。
1218年にベルヒトルト5世が死去、ツェーリンゲン家の断絶後に、ベルンは神聖ローマ皇帝フリードリヒ2世から自由都市の特権を得た。1405年の大火災の後で、町はより堅固に再建された。
時代は下って1848年にスイスの首都になると、それを反映して新しい建物も見られるようになった。例えば、連邦院やベルン大学などである。

## 主な建造物

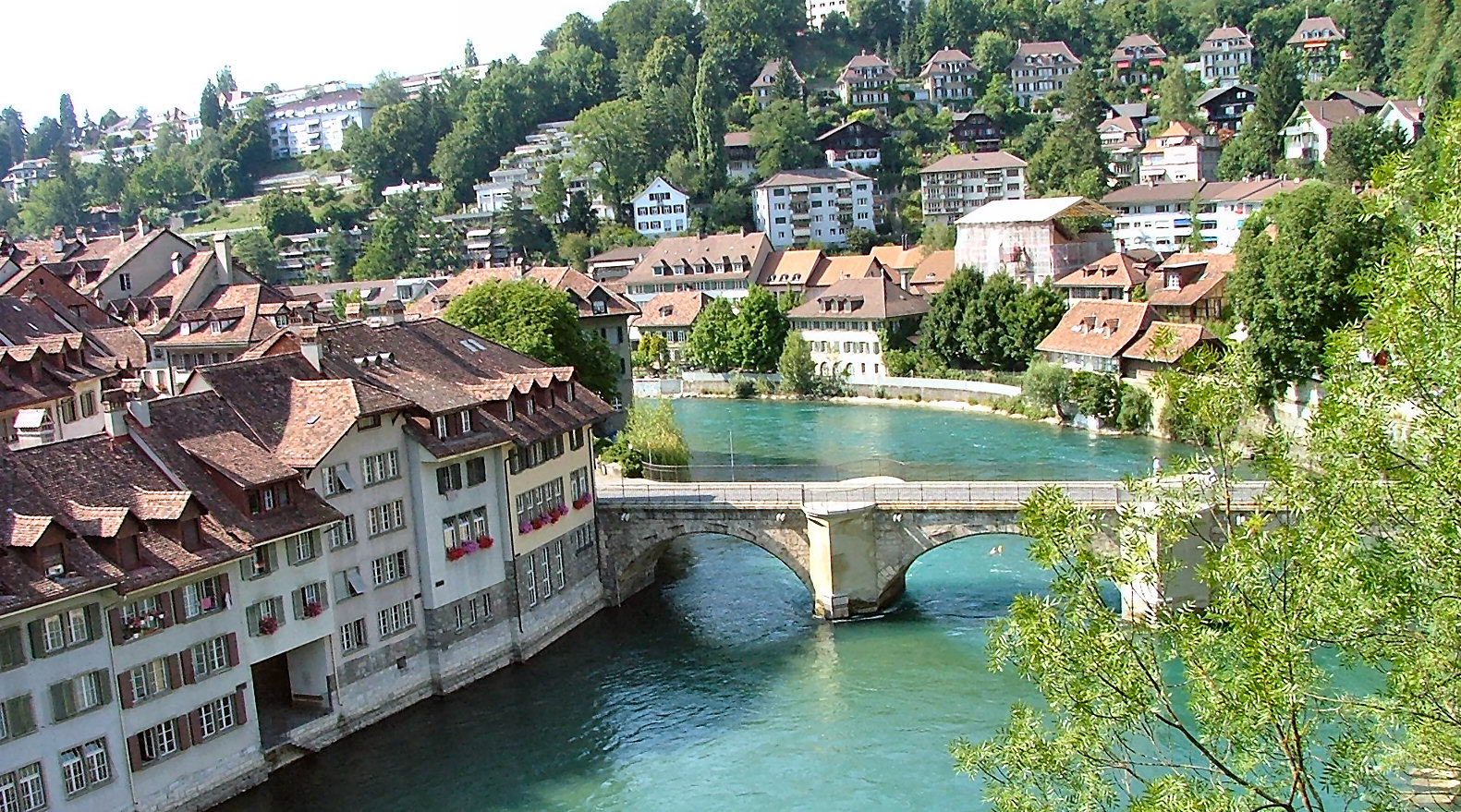
アーレ川に囲まれたベルン旧市街

中世から近世にかけての建造物群には次のものがある。中世都市の大部分は18世紀に改修されているが、その元々の特色はよく保持している。
ツィットグロッゲ（Zytglogge, 時計塔）
13世紀に町を囲む外壁の西門として建てられた。1405年の大火により破壊されたが、1530年に
ぜんまい式時計が付けられた。時を知らせる鐘、塔の時計、仕掛け、天文時計はすべて一つの装置によって作動している。
ゴシック様式末期の教会
コレジアル (collégiale) だが、カテドラルと呼ばれることもある。1421年から16世紀末にかけて建造された。高さ100メートルの鐘楼がある。
15世紀のアーケードと地下道
オリエル (oriel)、砲塔、落とし穴などを備えた特徴的な建造物である。
16世紀の噴水群
寓話的な彫刻で飾られた噴水が、全ての広場や通り沿いに設置されている。

## ギャラリー

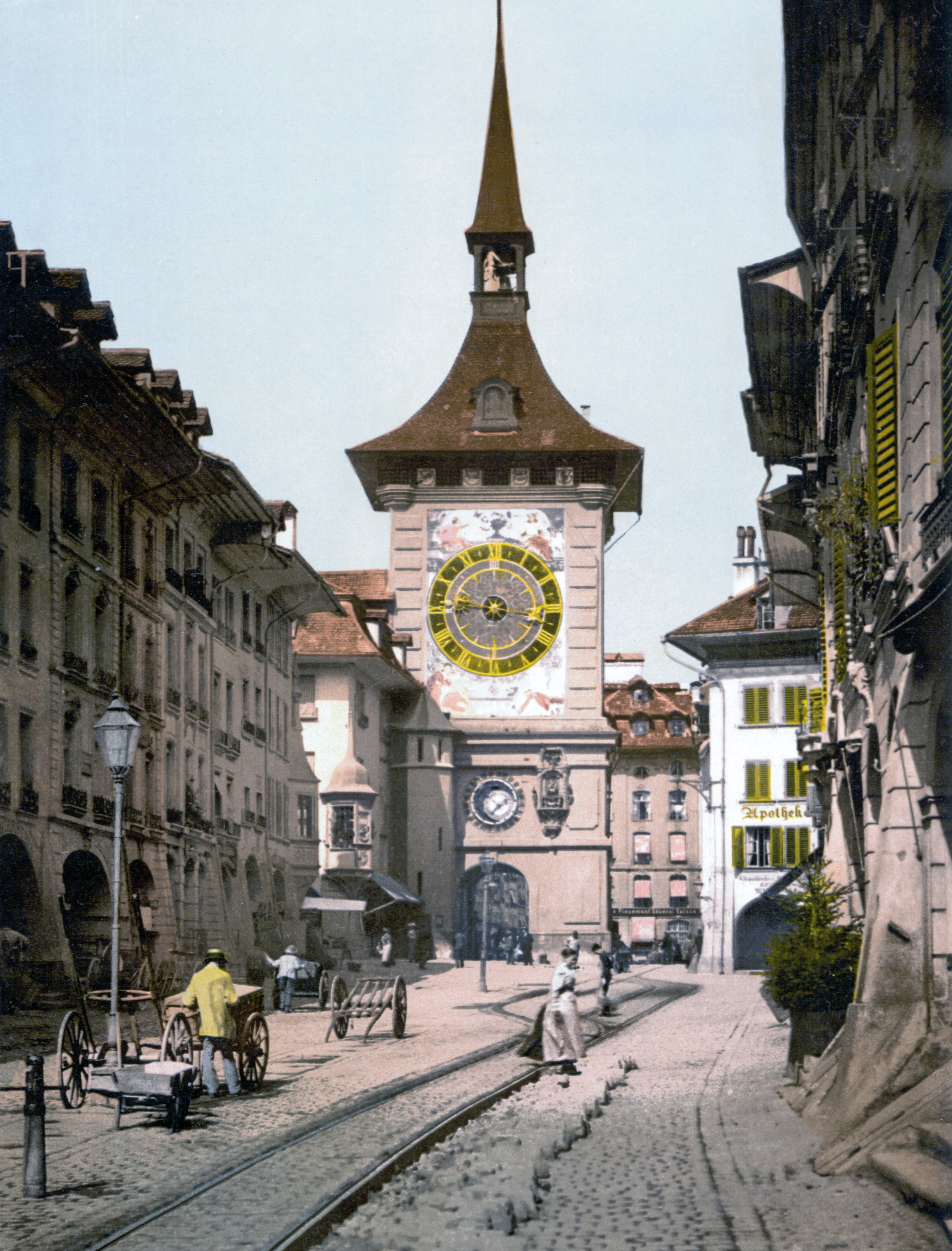
時計塔
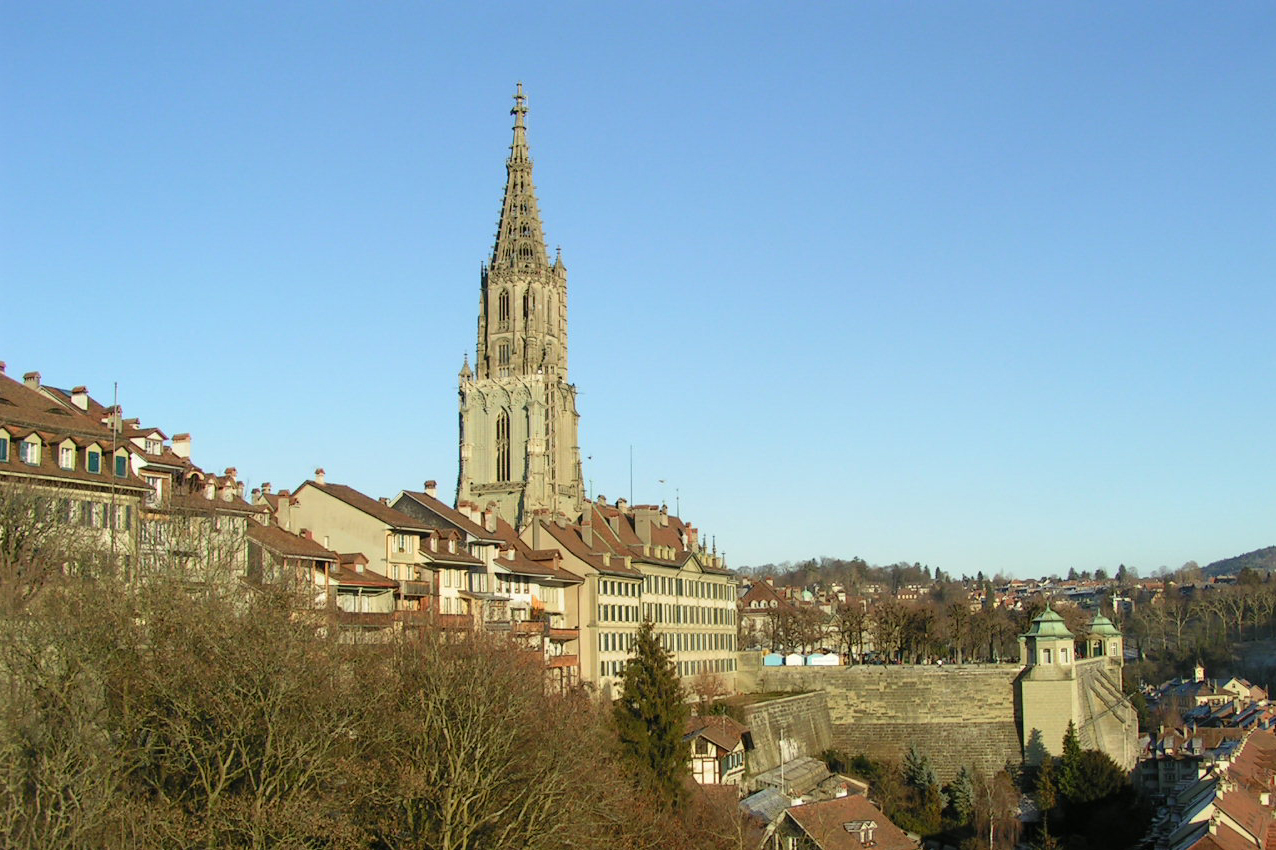
ベルン大聖堂
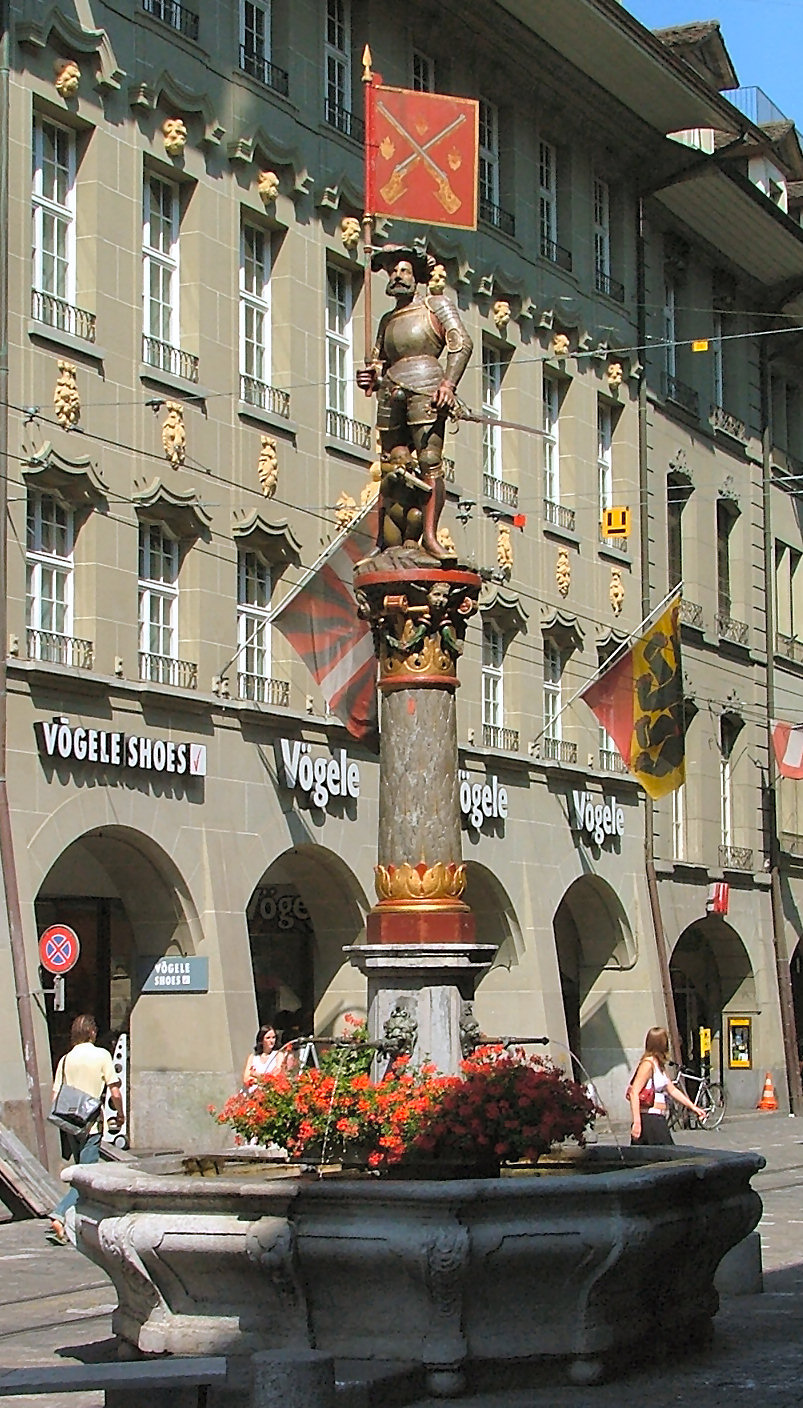
噴水
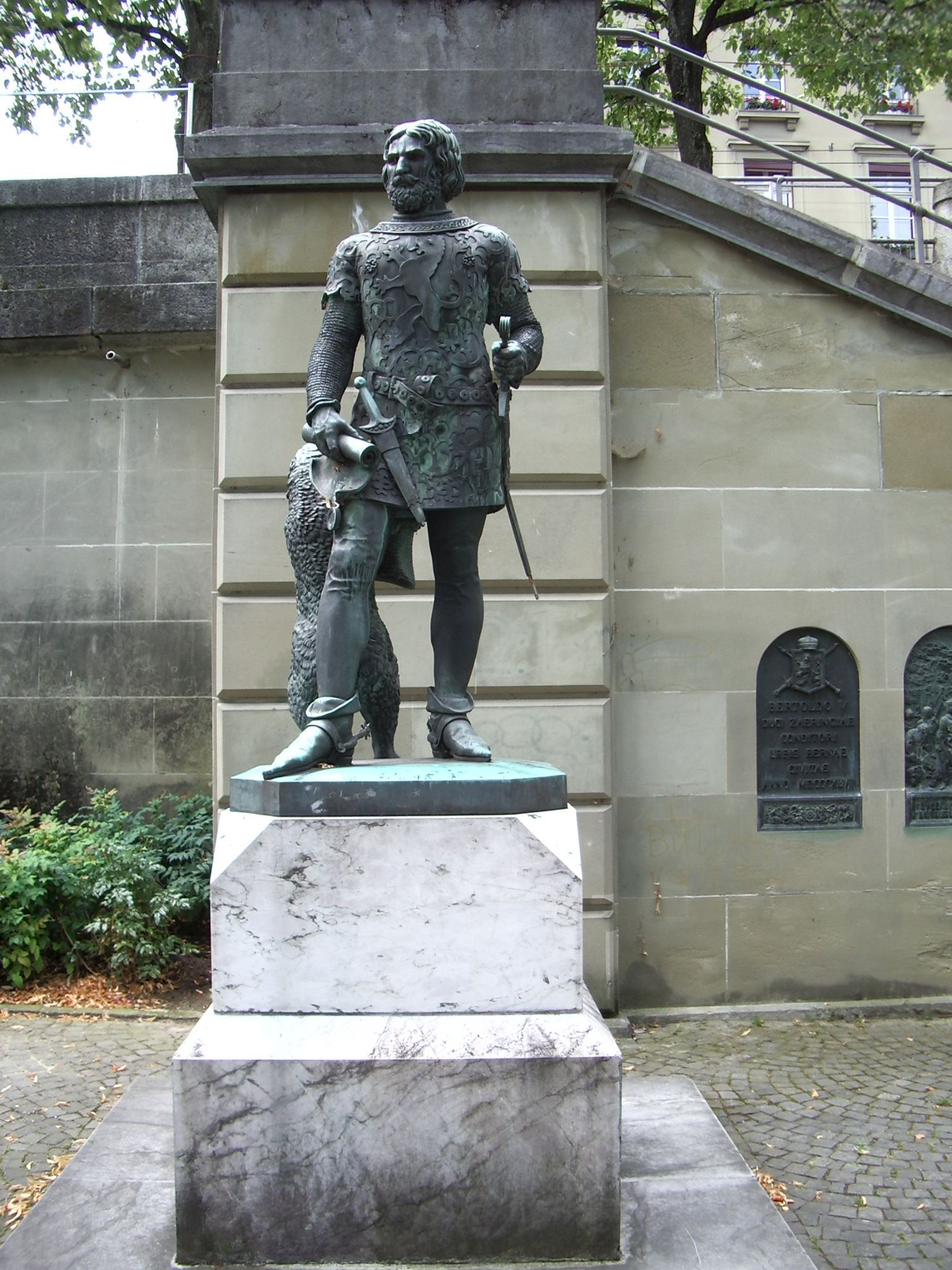
ベルトルト5世
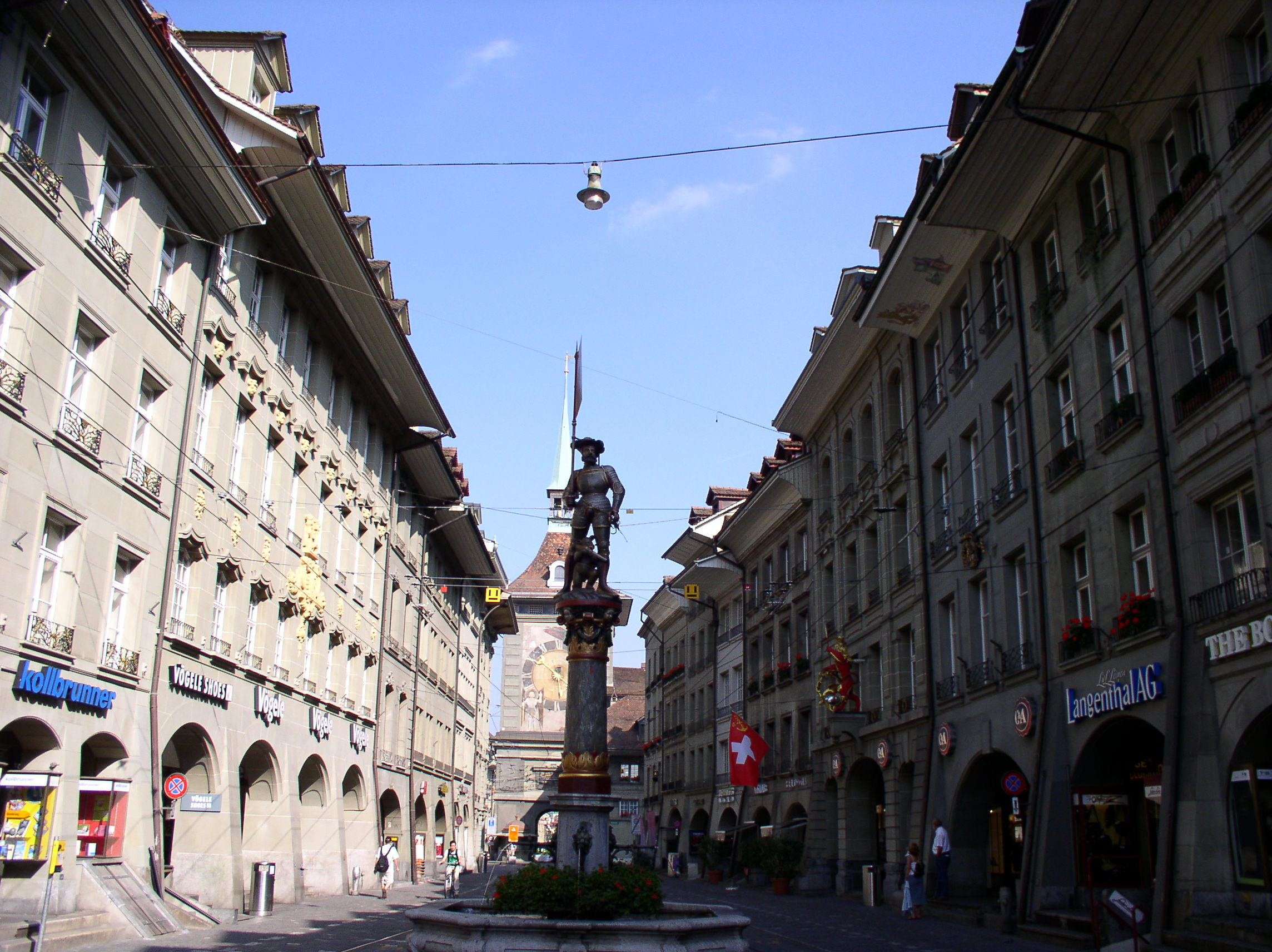
マルクト通り
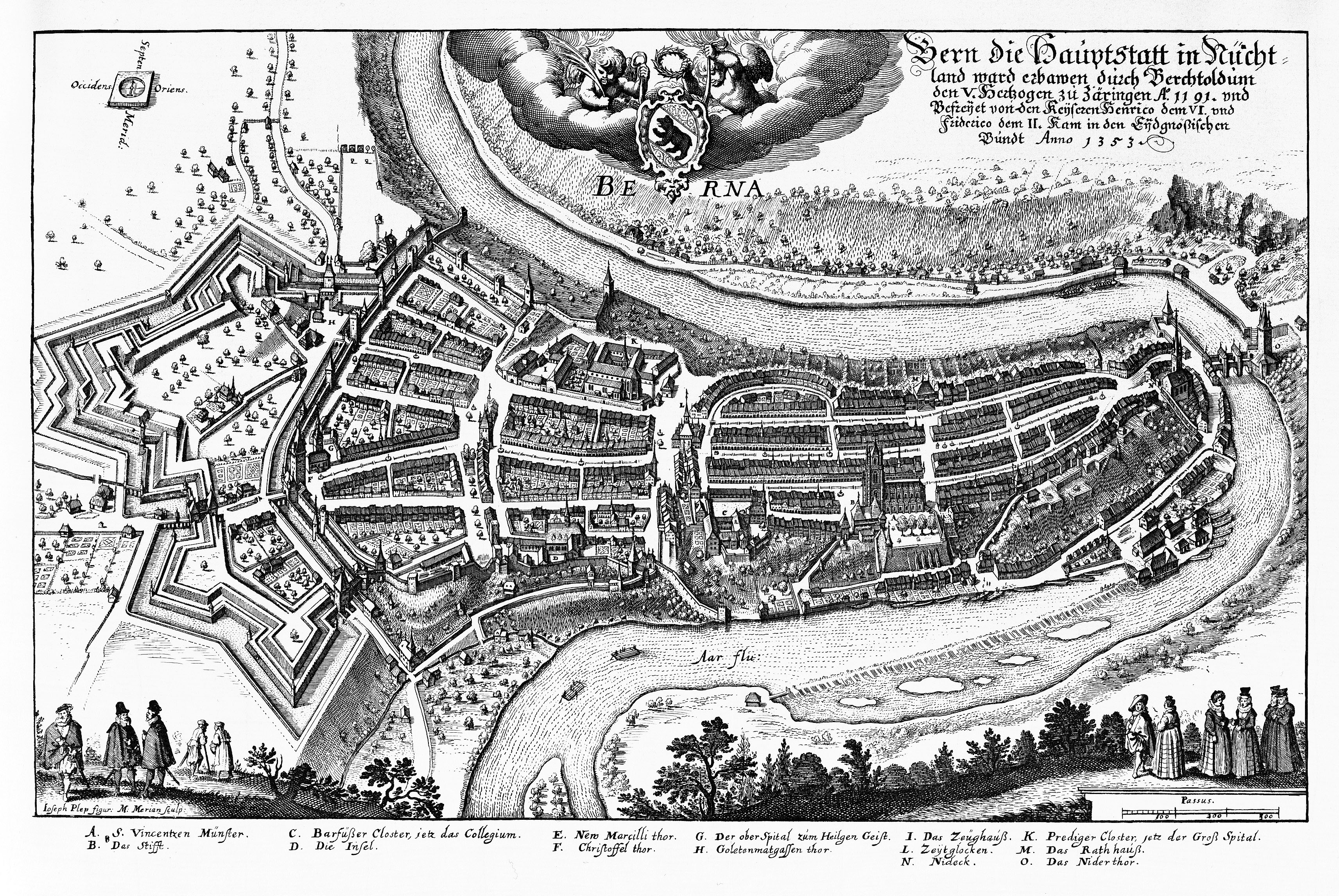
旧市街の地図

## 登録基準
この世界遺産は世界遺産登録基準のうち、以下の条件を満たし、登録された（以下の基準は世界遺産センター公表の登録基準からの翻訳、引用である）。
- (3) 現存するまたは消滅した文化的伝統または文明の、唯一のまたは少なくとも稀な証拠。